# Колодіївка (Житомирський район)
Коло́діївка — село в Україні, у Житомирському районі Житомирської області. Населення становить 216 осіб.

## Історія
Станом на 1885 рік у колишньому власницькому селі Пулинської волості Житомирського повіту Волинської губернії мешкало 120 осіб, налічувалось 15 дворових господарств, існували православна церква та постоялий будинок.
Колишній орган місцевого самоуправління — Ялинівська сільська рада.